# Conophytum obcordellum
Conophytum obcordellum es una especie de planta suculenta perteneciente a la familia de las aizoáceas.  Es originaria de Sudáfrica.

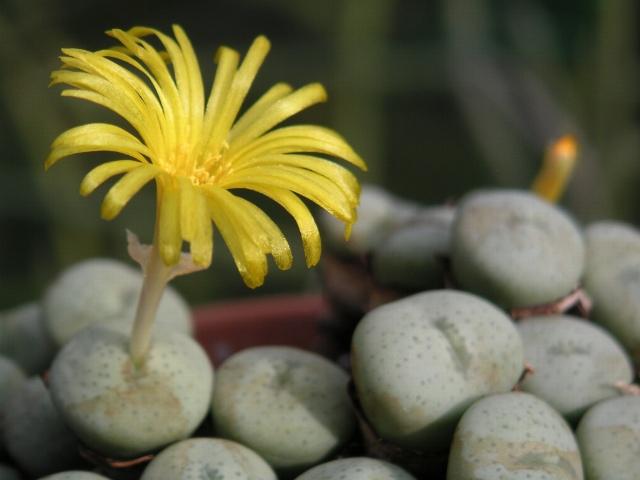
Detalle de la flor

## Descripción
Es una pequeña planta suculenta perennifolia de pequeño tamaño que alcanza los 4 cm de altura a una altitud de 600 - 1650  metros en Sudáfrica.
Está formada por pequeños cuerpos carnosos que forman grupos compactos de hojas casi esféricas, soldadas hasta el punto de que solo una muy pequeña diferencia separan a las dos hojas. En la naturaleza, los grupos de hojas se esconden entre las rocas y en las grietas, que retienen depósitos apreciable de arcilla y arena.

## Taxonomía
Conophytum obcordellum fue descrita por (Haw.)  N.E.Br. y publicado en Gard. Chron. 1922, Ser. III. lxxi. 307.
Etimología
Conophytum: nombre genérico que deriva de las palabras griegas: κωνος (cono) = "cono" y φυτόν (phyton) = "planta".
obcordellum: epíteto latino que significa "con forma de pequeño corazón".
Variedades
- Conophytum obcordellum var. ceresianum (L.Bolus) S.A.Hammer
- Conophytum obcordellum var. obcordellum
- Conophytum obcordellum subsp. rolfii (de Boer) S.A.Hammer
- Conophytum obcordellum f. stayneri Rawe
- Conophytum obcordellum subsp. stenandrum (L.Bolus) S.A.Hammer
- Conophytum obcordellum f. ursprungianum Rawe

Sinonimia
| - Conophytum obcordellum var. obcordellum - Mesembryanthemum obcordellum Haw. (1803) - Conophytum germanum N.E.Br. (1933) - Conophytum giftbergense Tischer (1960) - Conophytum lambertense Schick & Tischer - Conophytum longifissum Tischer (1927) - Conophytum mundum N.E.Br. (1922) - Conophytum obconellum (Haw.) Schwantes - Mesembryanthemum obconellum Haw. (1803) - Conophytum picturatum N.E.Br. (1927) - Conophytum ursprungianum Tischer (1938) | - Conophytum declinatum L.Bolus (1937) - Conophytum multicolor Tischer (1928) - Conophytum parvipetalum (N.E.Br.) N.E.Br. - Mesembryanthemum parvipetalum N.E.Br. (1920) - Conophytum parviflorum N.E.Br. (1934) - Conophytum impressum Tischer (1957) - Conophytum spectabile Lavis (1931) - Conophytum klaverense N.E.Br. (1925) - Conophytum nevillei (N.E.Br.) N.E.Br. - Mesembryanthemum nevillei N.E.Br. (1920) - Conophytum creperum N.E.Br. |